# Dunkle Jahrhunderte (Antike)

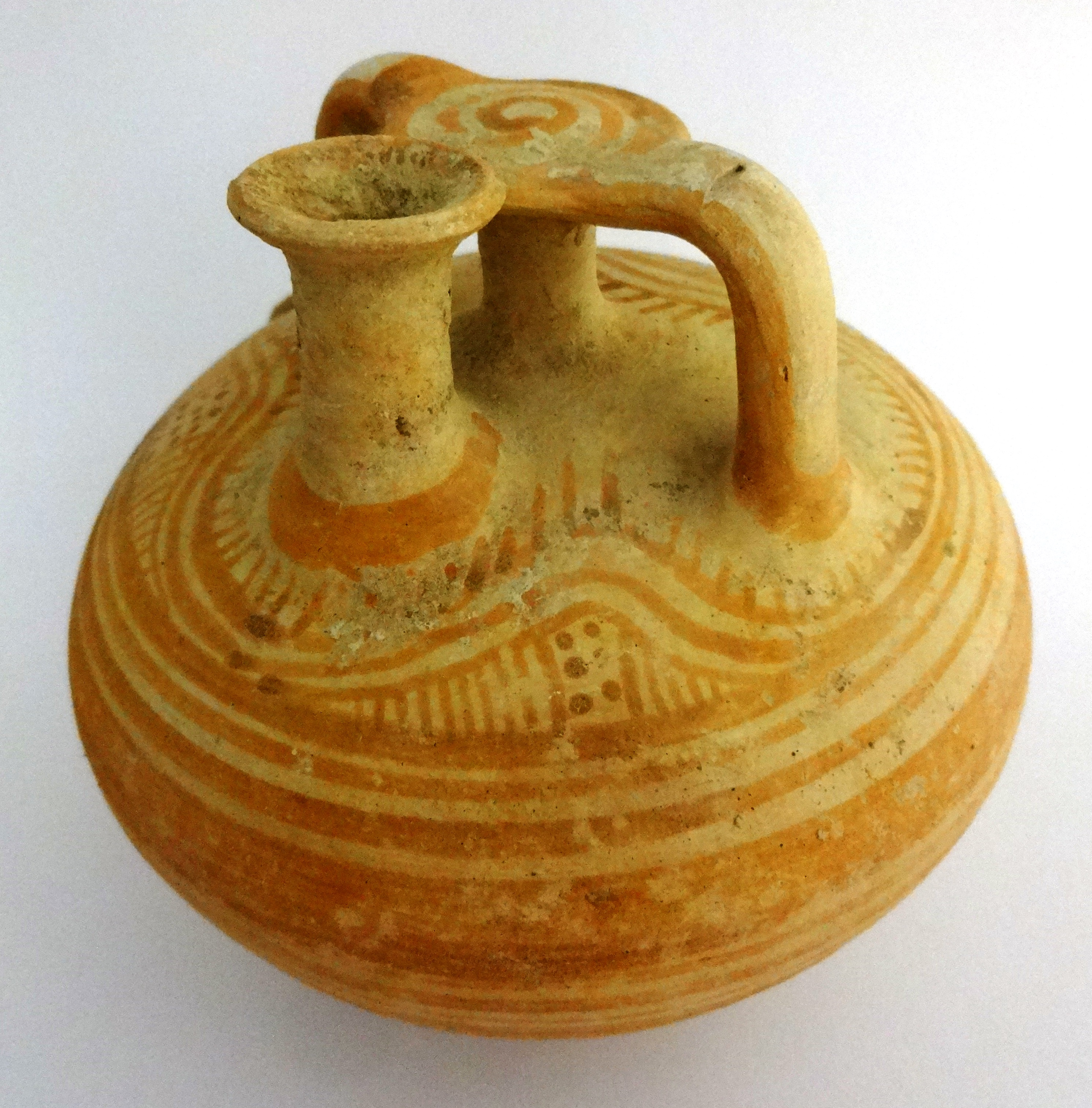
Mykenische Bügelkanne aus dem 11. vorchristlichen Jahrhundert

Dunkle Jahrhunderte bezeichnet einen Zeitraum zwischen dem 12. und 8. vorchristlichen Jahrhundert im antiken Griechenland und in Anatolien. Während dieser Periode fand unter anderem der Übergang von der Bronze- zur Eisenzeit statt.

## Griechenland
Als Dunkles Zeitalter Griechenlands oder Dunkle Jahrhunderte Griechenlands wird traditionell die Zeit ab ca. 1200 v. Chr., dem Ende der sogenannten Mykenischen Palastzeit, bis zum Aufschwung zu Beginn der orientalisierenden Phase der griechischen Kunst um 750 v. Chr. bezeichnet. Diese „Lücke“ zwischen dem Ende der mykenischen Paläste und den frühesten Zeugnissen des archaischen Griechenlands ergab sich durch zwei Aufsätze (1890/1) des Ägyptologen Flinders Petrie, der gesicherte Datierungen Ägyptens zur Grundlage für griechische archäologische Funde nahm. Damit entsprechen die dunklen Jahrhunderte den archäologischen Zeitstufen SH III C, Submykenisch, Protogeometrisch sowie Früh- und Mittelgeometrisch. Weil man aus diesem Zeitraum keine Schriftquellen und auch lange vergleichsweise wenig archäologische Funde kannte, galt die Periode als „dunkles“ Zeitalter. In den letzten Jahrzehnten wurden jedoch eine ganze Reihe archäologische Entdeckungen gemacht, die wesentlich mehr Licht in die „Dunklen Jahrhunderte“ brachten. Besonders das 12. Jahrhundert v. Chr. und das frühe 8. Jahrhundert v. Chr. sind nun besser erforscht, so dass mittlerweile oft nur noch die Periode zwischen ca. 1050 v. Chr. und 800 v. Chr. als „dunkel“ bezüglich des Forschungsstands gilt. Die Bezeichnung „Dunkles Zeitalter“ für die Zeit von ca. 1200 bis 750 v. Chr. lässt sich allerdings weiterhin mit der Schriftlosigkeit dieser Periode begründen.

### 12. und frühes 11. Jahrhundert v. Chr. (Späthelladisch III C)

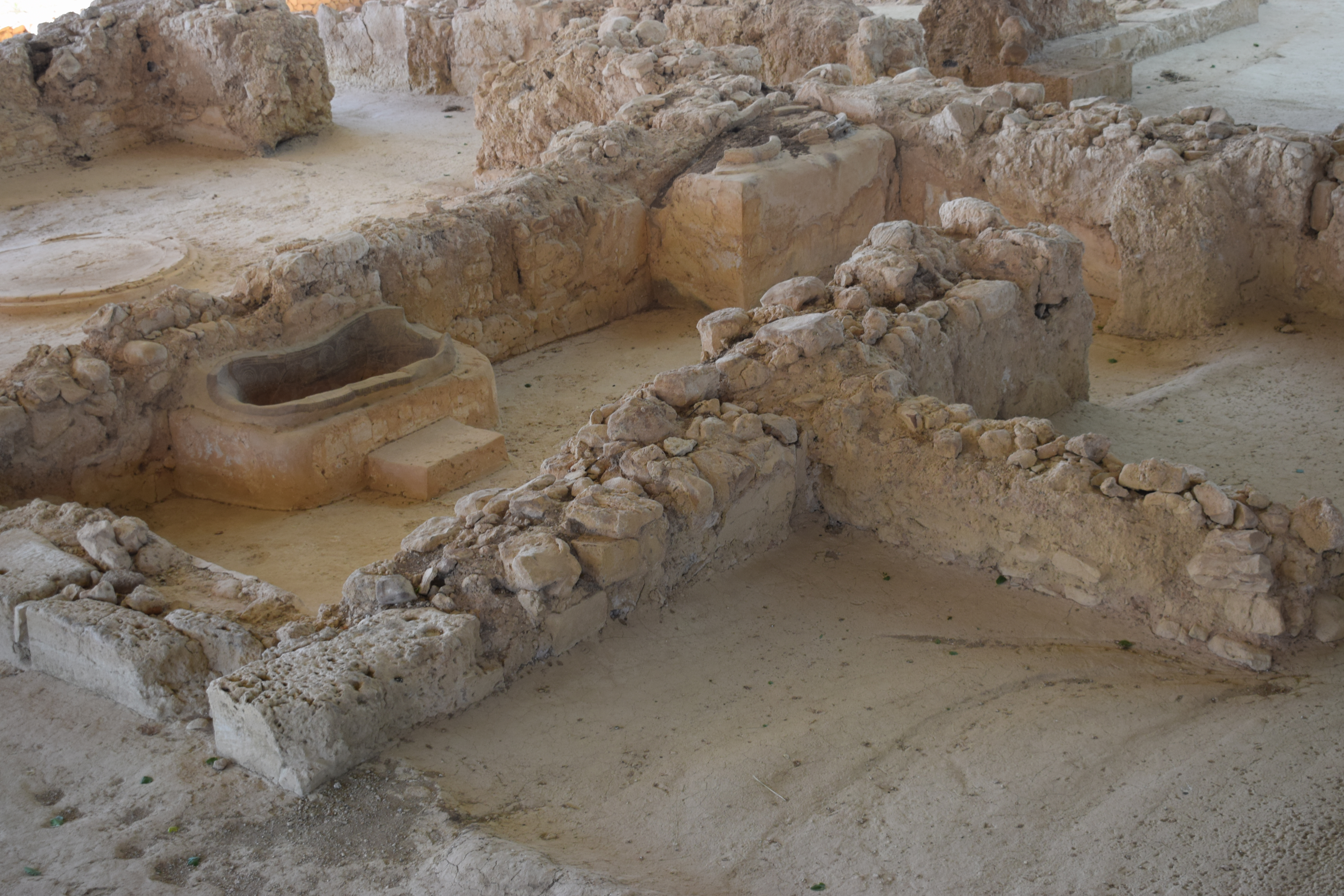
Blick auf die Ausgrabungsstätte „Palast des Nestor“ in Messenien, Griechenland

Eine der wichtigen neueren Erkenntnisse war, dass die mykenische Kultur die Umbrüche von 1200 v. Chr. noch etwa 150 Jahre überdauerte. Um 1200 v. Chr. wurden die meisten bekannten mykenischen Zentren zerstört (z. B. Pylos, Mykene, Theben, Tiryns). Viele kleinere Siedlungen wurden aufgegeben. Damit einher ging der Niedergang des damaligen Wirtschaftssystems, das von den mächtigen Herrschern (Wanax) zentral gelenkt worden war (siehe Palastwirtschaft). Zwar waren die Umwälzungen gravierend, sie bedeuteten jedoch nicht das Ende der mykenischen Kultur. Viele Zentren waren weiter besiedelt und die mykenische Keramik des 12. und 11. Jahrhunderts knüpfte ohne Bruch an diejenige der Palastzeit an. Auch Fernhandel wurde in der Phase Spätmykenisch C (oder Späthelladisch III C) betrieben, wenn auch in geringerem Umfang. In Tiryns wurde die Oberstadt teilweise wieder aufgebaut und innerhalb der Ruinen des alten Palasts ein neuer Bau errichtet, dessen Wände man mit Fresken verzierte und der von einer neuen aristokratischen Schicht bewohnt wurde. Einige Zentren, wie der Palast des Nestor bei Pylos, wurden nach der Zerstörung um 1200 v. Chr. aber nie mehr besiedelt, in manchen Regionen, z. B. Messenien, sank die Bevölkerungszahl sehr stark.
Das 12. Jahrhundert v. Chr. war im wirtschaftlichen, künstlerischen und demographischen Bereich zunächst von einer starken Rezession geprägt, bevor es ab Mitte des 12. Jahrhunderts v. Chr. zu einer Erholung kam. Jedoch kam es im Verlauf der Spätmykenisch-C-Phase lokal immer wieder zu Zerstörungen. Da Schriftfunde aus dieser Phase fehlen, wird vermutet, dass mit dem Zusammenbruch der Palastwirtschaft auch die Kenntnis der Schrift, die auf die Oberschicht oder die Beamten der Palastverwaltung beschränkt existiert hatte, verloren ging. Vasen mit Schiffsdarstellungen deuten jedoch an, dass die Schifffahrt noch eine Rolle spielte.
Im Lauf des 11. Jahrhunderts v. Chr. veränderte sich nicht nur die Keramik (Aufkommen der submykenischen Keramik in vielen Regionen und danach der Übergang zur protogeometrischen Keramik), auch bei den Bestattungsriten traten Änderungen ein. Insbesondere kam in dieser Zeit immer mehr die Brandbestattung auf. Die Dorische Wanderung fand wahrscheinlich in dieser Übergangsphase statt. Die indoeuropäischen, streng patrilinear organisierten Nomadenvölker, so die u. a. Achaier, Ionier, Aitoler und Dorer, invadierten in verschiedenen Schüben das Gebiet des heutigen Griechenlands.

### Spätes 11. bis 9. Jahrhundert v. Chr.
Die folgende Phase der griechischen Antike ist die Periode, über die am wenigsten bekannt ist. Die meisten Funde sind Tongefäße, nach deren Verzierung die Zeit bis ca. 900 v. Chr. als protogeometrische Periode, die Zeit zwischen ca. 900 und 700 v. Chr. als geometrische Zeit bezeichnet wird. Die bekannte Keramik stammt zum größten Teil aus Gräbern, nur wenige Siedlungen sind bisher erforscht. Nichoria in Messenien, eine kleine Siedlung, die typisch für diese Zeit ist, bestand hauptsächlich aus kleinen, einstöckigen, rechteckigen Gebäuden. Ovale oder apsidenförmige Gebäude sollen die Kultbauten dieser Zeit gewesen sein. In einem etwas größeren, aber schlichten Bau wohnte die Führungsfamilie. In ihm wurden offenbar auch Versammlungen und Feiern abgehalten. Die materielle Hinterlassenschaft zeugt nicht von größerem Wohlstand. Artefakte, die auf intensiven Fernhandel schließen lassen, fehlen. Es wurde offenbar stärker als in mykenischer Zeit, in der der Schwerpunkt eindeutiger auf dem Ackerbau gelegen hatte, Viehhaltung und Jagd betrieben. Eisen wurde erstmals in nennenswertem Umfang als Werkstoff genutzt, war aber sehr kostbar.
Der Eindruck, dass die Periode ein niedriges Kulturniveau hatte und das europäische Griechenland isoliert war, wird durch andere Siedlungsfunde verstärkt. Ein ganz anderes Bild zeichnen Ende der 1970er Jahre auf Euböa gemachte Entdeckungen: Bei Lefkandi wurde eine Siedlung ausgegraben, in deren Nekropolen des 10. und 9. Jahrhunderts v. Chr. die Toten oft mit kostbaren Beigaben bestattet wurden, die Wohlstand und Handel bezeugen. Eindrucksvoll sind die Reste eines 45 m langen apsidenförmigen Gebäudes, in dem wohl der „Fürst von Lefkandi“ und seine Frau bestattet wurden. Neben vier Pferden wurden den Toten ein Messer, ein Schwert aus dem damals neuartigen Material Eisen sowie weitere Gegenstände und teilweise reich verzierter Schmuck aus Gold, Elfenbein und Fayence ins Grab mitgegeben. Vieles davon stammte aus Ägypten und dem Vorderen Orient. Die Funde von Lefkandi stehen in deutlichem Kontrast zu den übrigen Fundstellen in Griechenland. Offensichtlich gab es im 10. und 9. Jahrhundert v. Chr. Gegenden, in denen die Bevölkerung (auch) durch intensiven Handel zu Wohlstand gekommen war.

### Spätes 9. und das 8. Jahrhundert v. Chr.
Zwar brachten es die Bewohner Euböas bereits im 10. Jahrhundert v. Chr. zu Wohlstand, ein allgemeiner Aufschwung ist für Griechenland jedoch erst ab Mitte des 8. Jahrhunderts v. Chr. fassbar, als in großem Umfang orientalische Einflüsse nach Griechenland gelangten. Relative Bevölkerungsüberschüsse ermöglichten die Griechische Kolonisation. Homer und Hesiod verfassten in dieser Zeit mutmaßlich ihre Werke, die sich über die mittlerweile wieder benutzte Schrift schnell verbreiteten.
Die Bildung von Stadtstaaten (πόλεις póleis) wird abgeschlossen und es entstehen unterschiedliche Verfassungen. Die Saat des rapiden Aufstiegs in der zweiten Hälfte des 8. Jahrhunderts v. Chr. wurde schon in den „Dunklen Jahrhunderten“ gelegt. Es gab griechische Handelsstationen auf Zypern (vor allem Kition) und in Syrien (Al Mina). Von dort kann intensiver Handel mit Griechenland ab dem frühen 8. Jahrhundert v. Chr. nachgewiesen werden. Kontakte zu den Phöniziern gab es aber schon früher. Wahrscheinlich noch im 9. Jahrhundert v. Chr. übernahmen die Griechen das Alphabet von den Phöniziern. Durch intensivierte Kontakte mit Staaten im östlichen Mittelmeerraum gelangten nicht nur materielle Güter und künstlerische Anregungen nach Griechenland, sondern auch gesellschaftliche und religiöse Einflüsse. All das führte zu höherem Lebensstandard, einem Anwachsen der Siedlungen und zu wirtschaftlichem und politischem Aufschwung.

## Antikes Anatolien
Dunkle Jahrhunderte Anatoliens oder englisch Anatolian Dark Ages bezeichnen den Zeitraum von ca. 1200–750 v. Chr. Der Begriff wurde vom türkischen Archäologen Ekrem Akurgal in Anlehnung an die Dunklen Jahrhunderte Griechenlands geprägt. Über die Entwicklungen in dieser Zeit ist – von Ostanatolien und den teils griechisch besiedelten Küstenstreifen im Westen und Süden Kleinasiens abgesehen – wenig bekannt. Das liegt daran, dass es in weiten Teilen Anatoliens keine Schriftquellen aus dem genannten Zeitraum gibt und dieser auch archäologisch bisher nicht gut erforscht ist.
Die dunklen Jahrhunderte Anatoliens setzen mit dem Zusammenbruch des hethitischen Großreichs im frühen 12. Jahrhundert v. Chr. ein. Der genaue Ablauf und die Ursachen des Zusammenbruchs sind nach wie vor unklar, denn die jüngsten Schriftquellen aus der Hauptstadt Ḫattuša datieren einige Jahre vor dem Untergang des Reichs und der schrittweisen, fast völligen Aufgabe der Hauptstadt. Die Ursachen waren wahrscheinlich vielfältig: Autoritäts- und Legitimierungsprobleme des Herrschers Šuppiluliuma II., viele Kriege in kurzer Zeit und eine Hungersnot, die für ca. 1200 v. Chr. in Kleinasien durch mehrere Schriftquellen aus Ägypten (Getreidelieferungen durch Merenptah) und Ugarit nachgewiesen ist. Zudem gibt es Belege für Metallknappheit. Das wichtige Handelszentrum Ugarit in Nordsyrien wurde ca. 1190 v. Chr. vermutlich durch die Seevölker zerstört, auch Zypern wurde offenbar angegriffen. Die Philister ließen sich im Laufe der ersten Hälfte des 12. Jahrhunderts in Palästina nieder. Letztlich ist aber unklar, ob äußere oder innere Wirren für den Niedergang Zentralanatoliens verantwortlich sind. Nach dem Zusammenbruch des hethitischen Großreichs entstand in Zentralanatolien offenbar ein Machtvakuum.
Im Laufe des 12. Jahrhunderts v. Chr. scheinen die vor 1200 v. Chr. in Nordanatolien lebenden Kaškäer nach Ost-Anatolien gewandert zu sein oder dehnten ihr Gebiet bis dorthin aus. Jedenfalls sind sie in den Annalen des assyrischen Herrschers Tiglat-Pilesar I. um 1113 v. Chr. in Ostanatolien bezeugt. Phrygische Elemente breiten sich von der Troas und Thrakien in Richtung Zentralanatolien aus. Hethitische Kleinstaaten bestehen in Ost- und Südostanatolien aber bis ins 8./7. Jahrhundert v. Chr. weiter. Möglicherweise existieren sie auch in anderen Randregionen des ehemaligen hethitischen Großreichs einige Zeit lang weiter. Im südlichen Anatolien wurden Stelen eines Herrschers Hartapu gefunden, der sich in der Tradition des hethitischen Großreichs sah. Die Datierung der Regierungszeit des Hartapu war in der Forschung umstritten und schwankte zwischen dem 12. und dem 8. Jahrhundert v. Chr. Neue Funde in Türkmen-Karahöyük, mutmaßlich die Hauptstadt Tarḫuntaššas scheinen zu bestätigen, dass Hartapu im 8. Jahrhundert v. Chr. lebte und zumindest bis zu jener Zeit ein hethitischer Nachfolgestaat auch im Süden Anatoliens bestand.
Die Städte Zentralanatoliens wurden teils zerstört und/oder verlassen oder blieben im 12. Jahrhundert, teils nach einem kurzen Hiatus (Ḫattuša, Gordion), weiter besiedelt. Es treten jedoch bald Neuerungen zu Tage, insbesondere bei den Keramikfunden, die möglicherweise von zugezogenen Phrygern und Kaškäern stammen. Architektur und Keramik der Neuankömmlinge sind oft grundverschieden gegenüber der hethitischen: Die Keramik war handgemacht, die Gebäude waren klein und schlicht. Allerdings wurden u. a. in Ḫattuša zunächst auch noch Gefäße in eindeutig hethitischer Tradition entdeckt. Gegen Mitte des 8. Jahrhunderts v. Chr. beherrschte ein mächtiges Phrygerreich weite Teile Anatoliens. Wie es im Laufe der Dunklen Jahrhunderte zur Herausbildung dieses Reichs kam und wie diese verlief, ist bislang noch nicht ausreichend geklärt. Ab ca. 750 v. Chr. gibt es stark zunehmend archäologische Befunde und die Geschichte Anatoliens tritt, auch durch assyrische und spätere griechische Quellen, aus dem Dunkel.

### Zum „dunklen Zeitalter“ der griechischen Geschichte
- Peter Blome: Die dunklen Jahrhunderte – aufgehellt. In: Joachim Latacz (Hrsg.): Zweihundert Jahre Homerforschung. Colloquium Rauricum. Bd. 2. Teubner, Stuttgart 1991, ISBN 3-519-07412-5 (aus Sicht der Homerforschung, aber gute Zusammenfassung).
- John Boardman: The Greeks overseas. Their early colonies and trade. 4. Auflage. Thames & Hudson, London 2000, ISBN 0-500-28109-2.
- John Nicolas Coldstream: Geometric Greece. 2. Auflage. Routledge, London 2003, ISBN 0-415-29899-7.
- Sigrid Deger-Jalkotzy (Hrsg.): Griechenland, die Ägäis und die Levante während der „Dark Ages“ vom 12. bis zum 9. Jh. v. Chr.: Akten des Symposions von Stift Zwettl (NÖ), 11-14. Oktober 1980. Wien 1983, ISBN 978-3-7001-0596-1.
- Sigrid Deger-Jalkotzy: Dunkle Jahrhunderte. In: Der Neue Pauly (DNP). Band 3, Metzler, Stuttgart 1997, ISBN 3-476-01473-8, Sp. 838–843.
- Sigrid Deger-Jalkotzy (Hrsg.): Ancient Greece. From the Mycenaean palaces to the age of Homer. The Third A. G. Leventis Conference "From Wanax to Basileus" was organised at the University of Edinburgh, 22–25 January 2003, Edinburgh Leventis studies 3. Edinburgh University Press, Edinburgh 2008, ISBN 0-7486-1889-9.
- Vincent Robin d'Arba Desborough: The Greek Dark Ages. Benn, London 1972, ISBN 0-510-03261-3.
- Oliver Dickinson: The Aegean from Bronze age to Iron age. Continuity and change between the twelfth and eighth centuries BC. Routledge, London 2006, ISBN 0-415-13589-3.
- Moses I. Finley: Die Welt des Odysseus. Campus, Frankfurt am Main 1992, ISBN 3-593-34720-2.
- J. Fündling: Die Welt Homers. Wissenschaftliche Buchgesellschaft, Darmstadt 2006, ISBN 978-3-534-19902-0.
- Roland Hampe, Erika Simon: Tausend Jahre frühgriechische Kunst (1600-600 v. Chr ). Hirmer, München 1980, ISBN 3-7774-3130-3.
- Hans-Joachim Gehrke, P. Funke (Hrsg.): Geschichte der Antike. Ein Studienbuch. 2., erw. Auflage. Metzler, Stuttgart 2006, S. 35–106, ISBN 3-476-02074-6.
- J. M. Hall: A history of the archaic Greek world. Ca. 1200–479 BCE. Blackwell, Malden 2007, ISBN 0-631-22667-2.
- Wolf-Dieter Heilmeyer: Frühgriechische Kunst. Kunst und Siedlung im geometrischen Griechenland. Gbr. Mann, Berlin 1982, ISBN 3-7861-1366-1.
- Angelika Kellner: Die griechische Archaik. Konstruktion einer Chronologie im Wechselspiel schriftlicher und archäologischer Quellen (= Philippika – Altertumswissenschaftliche Abhandlungen. Band 156). Harrassowitz, Wiesbaden 2022, ISBN 978-3-447-39265-5.
- S. H. Langdon (Hrsg.): From pasture to polis. Art in the age of Homer. Katalog der Ausstellung Colombia, Berkele und Cambridge 1993/1994. University of Missouri Press, Columbia 1993, ISBN 0-8262-0928-9.
- Joachim Latacz, Th. Greub, Peter Blome, A. Wieczorek (Hrsg.): Homer. Der Mythos von Troia in Dichtung und Kunst. Katalog zur Ausstellung des Antikenmuseums Basel, des Art Centre Basel und der Reiss-Engelhorn-Museen Mannheim 2008. Hirmer, München 2008, ISBN 978-3-7774-3965-5.
- A. Mazarakis Ainian: From rulers’ dwellings to temples. Architecture, religion and society in early iron age Greece (1100–700 B. C.). Åström, Jonsered 1997, ISBN 91-7081-152-0.
- C. A. Morgan: Early Greek states beyond the polis. Routledge, London 2003, ISBN 0-415-08996-4.
- Ian Morris (Hrsg.): The "Dark Ages" of Greece. University Press, Edinburgh 2004, 2007, ISBN 0-7486-1572-5.
- Robin Osborne: Greece in the making, 1200–479 BC, Routledge history of the ancient world Routledge, London 1996, ISBN 0-415-03582-1.
- Barbara Patzek: Homer und seine Zeit. C. H. Beck, München 2003, ISBN 3-406-48002-0.
- Mervyn R. Popham (Hrsg.): Lefkandi. Bde. 1–4, The British school at Athens. Supplementary volume 11, 22, 23, 29, 39. Thames and Hudson, London 1980–2006.
- Karin Schlott: Aus dem Dunkel ans Licht. In: Bild der Wissenschaft. Nr. 12/2014. Konradin, Leinfelden-Echterdingen Dezember 2014, S. 70–71.
- H. Siebenmorgen (Hrsg.): Zeit der Helden, die dunklen Jahrhunderte Griechenlands (1200–700 v. Chr.). Katalog zur Ausstellung des Badischen Landesmuseums Karlsruhe 2008. Primus, Darmstadt 2008, ISBN 978-3-937345-31-4.
- Anthony M. Snodgrass: The Dark Age of Greece. An archaeological survey of the eleventh to the eighth centuries BC. Edinburgh University Press, Edinburgh 2000, ISBN 0-7486-1403-6.
- C. G. Thomas, C. Conant: Citadel to city-state. The transformation of Greece, 1200–700 B. C. E. Indiana University Press, Bloomington 1999, ISBN 0-253-33496-9.
- Karl-Wilhelm Welwei: Die griechische Frühzeit. 2000 bis 500 v. Chr. C. H. Beck, München 2002, ISBN 3-406-47985-5.
- Karl-Wilhelm Welwei: Die griechische Polis. W. Kohlhammer, Stuttgart 1983, F. Steiner, Stuttgart 1998 (2. Auflage), ISBN 3-515-07174-1, S. 28 ff., 281 ff.
- J. Whitley: Style and society in Dark Age Greece. The changing face of a pre-literate society 1100–700 BC. Cambridge University Press, Cambridge 1991, ISBN 0-521-37383-2.
- Michael Zick: Was geschah in den Dunklen Jahrhunderten? In: Bild der Wissenschaft. Konradin, 1998

### Zu den „Dunklen Jahrhunderten“ Anatoliens
- Ekrem Akurgal: Das Dunkle Zeitalter Kleinasiens. In: Sigrid Deger-Jalkotzy (Hrsg.) Griechenland, die Ägäis und die Levante während der „Dark Ages“ vom 12. bis zum 9. Jh. v. Chr.: Akten des Symposions von Stift Zwettl (NÖ), 11-14. Oktober 1980. Wien 1983, S. 70ff.
- Hermann Genz: The Early Iron Age in Central Anatolia. In: Bettina Fischer, Hermann Genz, Éric Jean, Kemalettin Köroğlü (Hrsg.): Identifying Changes: The Transition from Bronze to Iron Ages in Anatolia and its Neighbouring Regions. Proceedings of the International Workshop Istanbul, November 8–9, 2002. Türk Eskiçağ Bilimleri Enstitüsü, Istanbul 2003, S. 179–191.